# Lavukaleve
Lavukaleve je jedním ze čtyř středních šalomounských jazyků, což jsou domorodé papuánské jazyky Šalomounových ostrovů. Používá se na souostroví Russelových ostrovů, v jedenácti různých osadách. Dříve se jazykem lavukaleve mluvilo především na ostrově Pavuvu, ale obyvatelé ostrova byli násilně přesídleni na jiné ostrovy. V roce 1999 měl jazyk 1800 mluvčích.